# Коссаковский, Юзеф Доминик
Юзеф Доминик Коссаковский (16 апреля 1771 — 2 ноября 1840) — военный и государственный деятель Великого княжества Литовского, последний ловчий великий литовский (1794—1795), посол Четырёхлетнего сейма, член Тарговицкой конфедерации (1792), полковник польской армии.

## Биография
Представитель литовского шляхетского рода Коссаковских герба Слеповрон. Сын последнего воеводы витебского Михаила Коссаковского (1733—1798) и Барбары Зиберг (ум. 1811). Племянник великого гетмана литовского Шимона Мартина Коссаковского.
В 1789 году Юзеф Доминик Коссаковский получил должность писаря вилькомирского. 11 марта 1790 года получил чин ротмистра народовой кавалерии в гусарской бригаде. В том же 1790 году стал военно-гражданским комиссаром Вилькомирского повета и был избран послом от этого повета на Четырёхлетний сейм.
В 1792 году российский посол Яков Булгаков включил имя Юзефа Доминика Коссаковского в список польско-литовских послов и сенаторов, выступавших против новой конституции Речи Посполитой, принятой 3 мая 1791 года. В том же 1792 году присоединился к Тарговицкой конфедерации. В 1793 году получил от польского короля Станислава Августа Понятовского Орден Белого Орла.
21 мая 1793 года Юзеф Доминик Коссаковский стал шефом 2-го полка пехоты Великого княжества Литовского, а 13 января 1794 года получил должность ловчего великого литовского. О его участии в польском восстании под руководством Т. Костюшко нет сведений.
В 1812 году Юзеф Доминик Коссаковский принял участия в наполеоновских войнах, где сражался на стороне Франции. Командовал полком (получил назначение 13 января 1813 года), был ранен в битвах с русскими под Борисовом (21 ноября 1812) и Березиной. За участие в обороне крепости Шпандау (январь — апрель 1813) был награждён орденом Почётного Легиона (10 августа 1813). 4 июля 1813 года был назначен командиром батальона, а 24 ноября 1813 года был награждён Орденом Королевства Обеих Сицилий.
Был членом масонской ложи. Оставил рукопись с воспомининиями о военной кампании 1812—1815 годов, которой пользовался польский писатель Юзеф Игнаций Крашевский в изучении наполеоновских войн.
Во время Ноябрьского восстания в Польше Юзеф Доминик Коссаковский 9 августа 1831 года подписал акт о присоединении обывателей Виленского воеводства к восстанию.
Скончался в Варшаве и был похоронен в варшавском костеле капуцинов.

## Семья и дети
10 февраля 1793 года женился на Людвике Потоцкой (1779—1850), дочери крупного польского магната, графа Станислава Щенсного Потоцкого (1753—1805) от второго брака с Жозефиной Амалией Мнишек (1752—1798). Дети:
- Станислав (1795—1872)
- Жозефина (1796—1860), жена графа Леона Потоцкого (1799—1864)
- Пелагея (1798—1881), жена Александра Сент-Клера (1800—1880)
- София (умерла в младенчестве)
- Ванда (умерла в младенчестве)
- Адель (1801—1860), жена князя Евгения Понятовского.